# Commissariat général aux questions juives
Pour les articles homonymes, voir Question juive.
Ne doit pas être confondu avec Institut d'étude des questions juives.
Le Commissariat général aux questions juives (CGQJ) est un organisme administratif, créé en mars 1941 sous le régime de Vichy, chargé de préparer et d'appliquer à l'encontre des Juifs de France la politique antisémite introduite par les lois sur le statut des Juifs, pendant l'occupation de la France par l'Allemagne nazie. Il est dirigé par Xavier Vallat puis, à partir de mai 1942, au moment de la mise en place de la déportation en France occupée, par Louis Darquier de Pellepoix. Il est dissous en août 1944 à la Libération.

## Direction
- 29 mars 1941 – 8 mai 1942 : Xavier Vallat[a]
- 8 mai 1942 – 26 février 1944 : Louis Darquier de Pellepoix[b]
- 26 février 1944 – 31 mai 1944 : Charles du Paty de Clam[c]

## Historique
Le CGQJ est créé par la loi du 29 mars 1941. Par décret du 19 juin 1941, il intègre le Service de contrôle des administrateurs provisoires (SCAP). Il est chargé de préparer et proposer au chef de l'État, Philippe Pétain, toutes les mesures législatives concernant les Juifs, de fixer les dates de liquidation des biens juifs, de désigner les administrateurs séquestres et de contrôler leur activité. Le commissariat est aussi chargé du traitement des Roms, eux aussi ciblés par la politique raciale des Allemands, formant une population d'environ 30 000 personnes avant leur déportation (Porajmos).
Installé à l'hôtel Algeria à Vichy, le CGQJ a une antenne dans le bâtiment de la banque Léopold Louis-Dreyfus, 1 place des Petits-Pères dans le 2e arrondissement de Paris. Il est représenté dans onze préfectures de la zone nord et dans sept de la zone sud.
Il comprend principalement deux services : la Direction de l'aryanisation économique (DAE) et la Police aux questions juives (PQJ), devenue en juillet 1942 la Section d'enquête et de contrôle (SEC). Il compte jusqu'à 1 200 employés.
La DAE, qui a plus d'importance que tous les autres services du Commissariat, est chargée de l'exécution des mesures économiques prises contre les Juifs et englobe le Service du contrôle des administrateurs provisoires (SCAP). Forte de huit cents employés, elle procède à la vente ou la liquidation des entreprises juives.
La PQJ, dont le rôle est la recherche des infractions au statut des Juifs, effectue en outre fréquemment des arrestations.
Le CGQJ est officiellement fermé fin août 1944, ses biens sont mis sous séquestre et le séquestre confié au ministère des Finances.

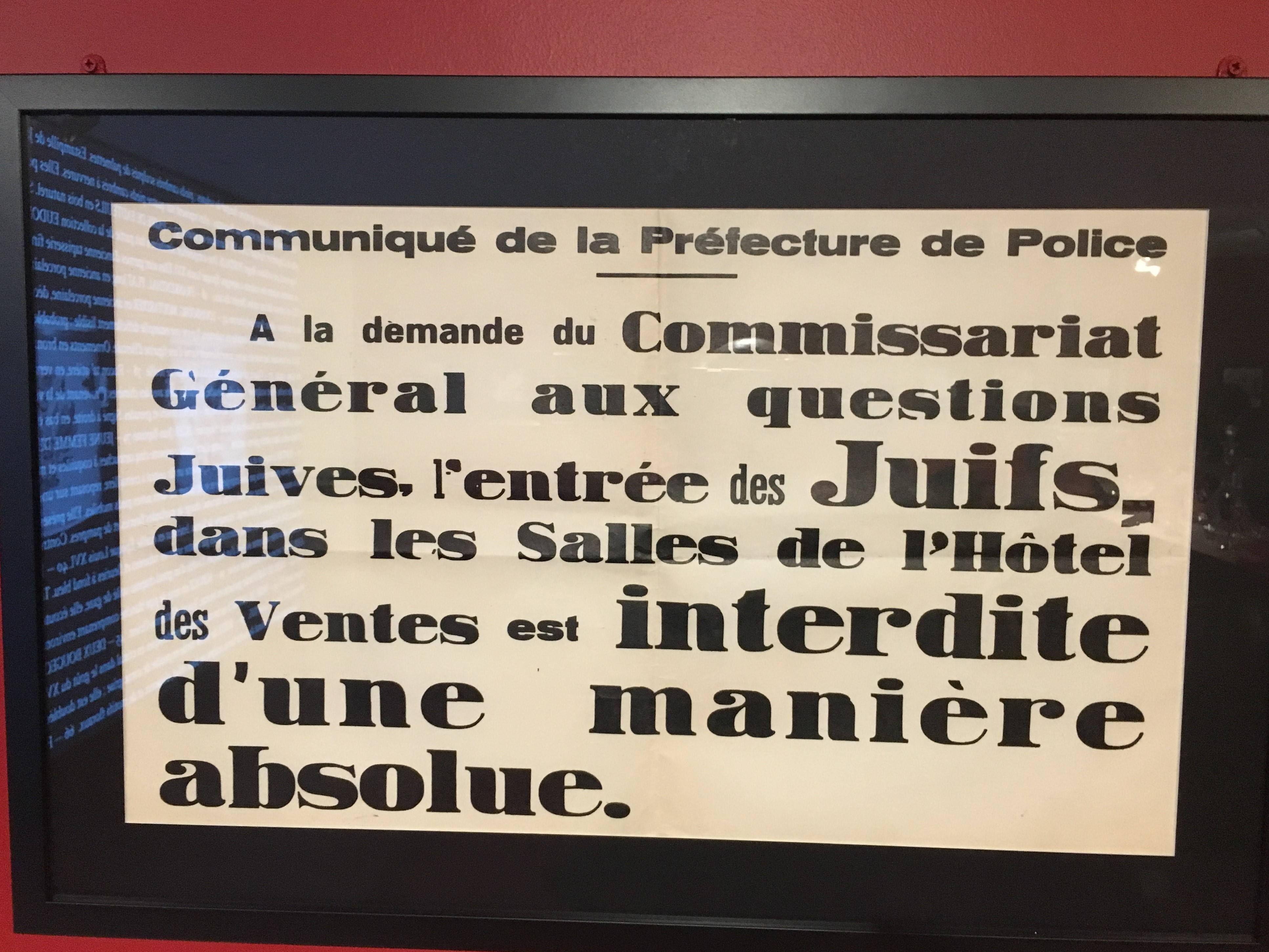
Affiche apposée à la demande du Commissariat sur l'hôtel Drouot, où étaient vendus de nombreux bien spoliés aux Juifs, leur en interdisant l'accès (mahJ).
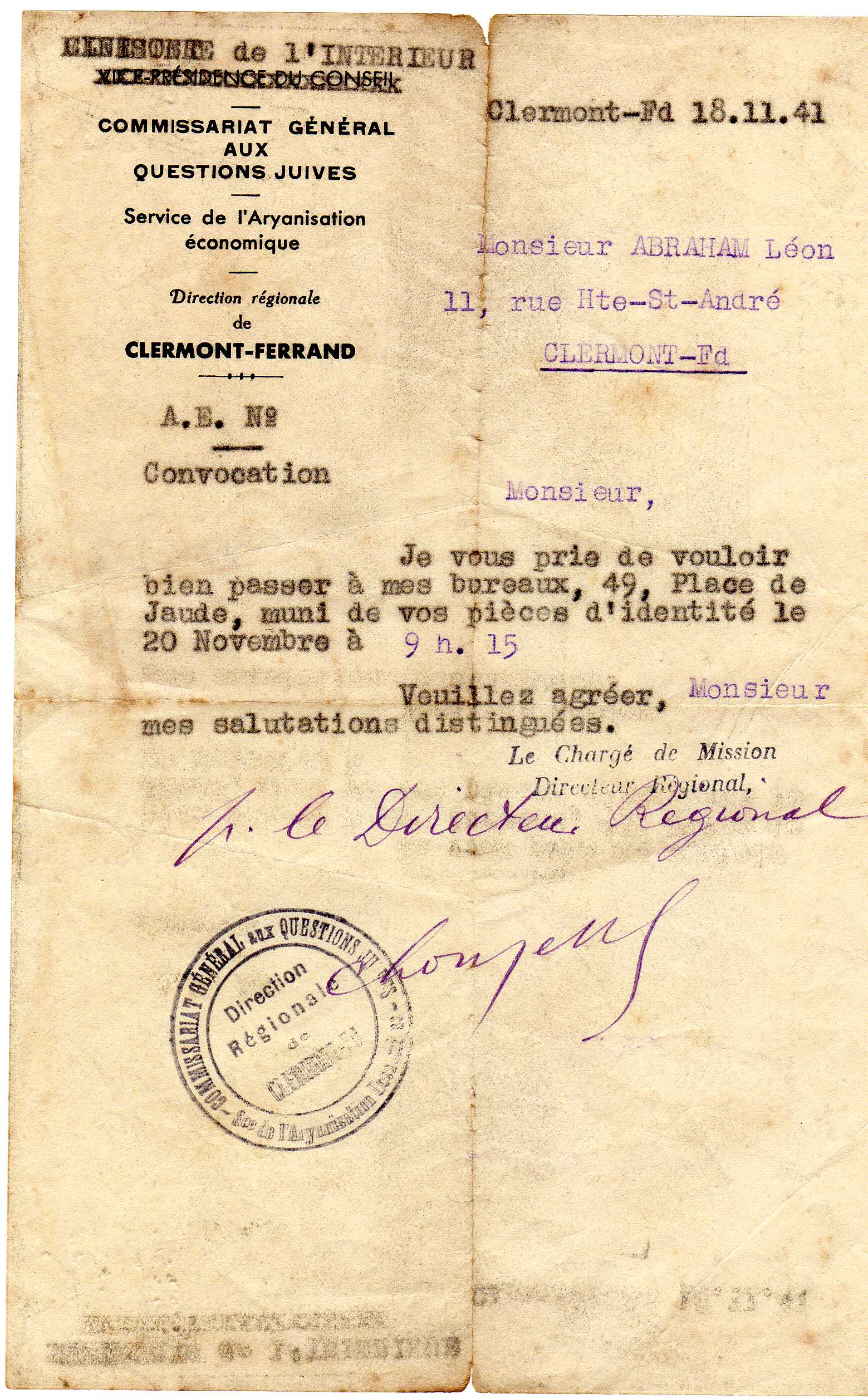
Courrier de la direction de Clermont-Ferrand du Commissariat demandant à Léon Abraham (he) de se manifester, en novembre 1941.
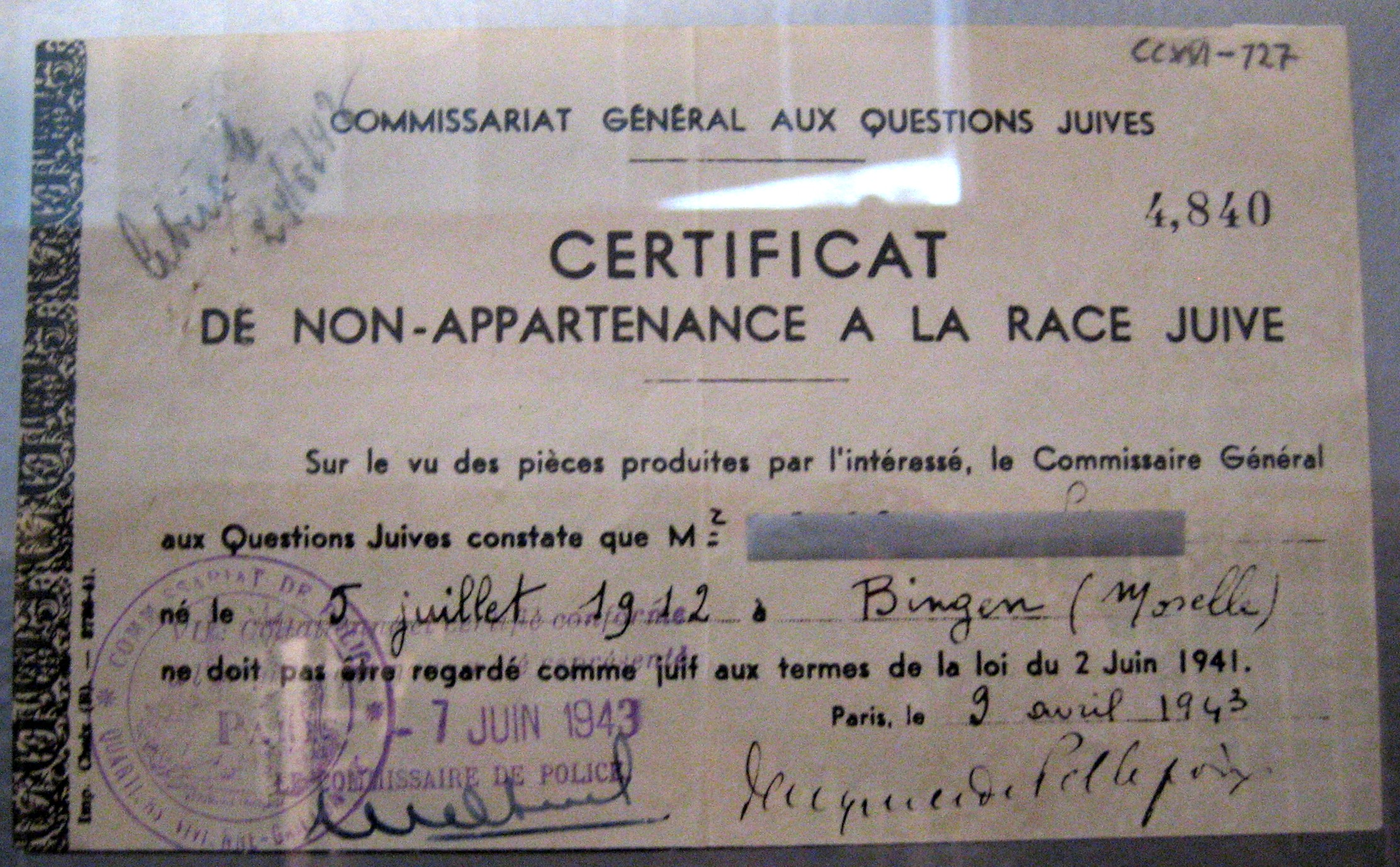
« Certificat de non-appartenance à la race juive » délivré par le Commissariat en 1943.
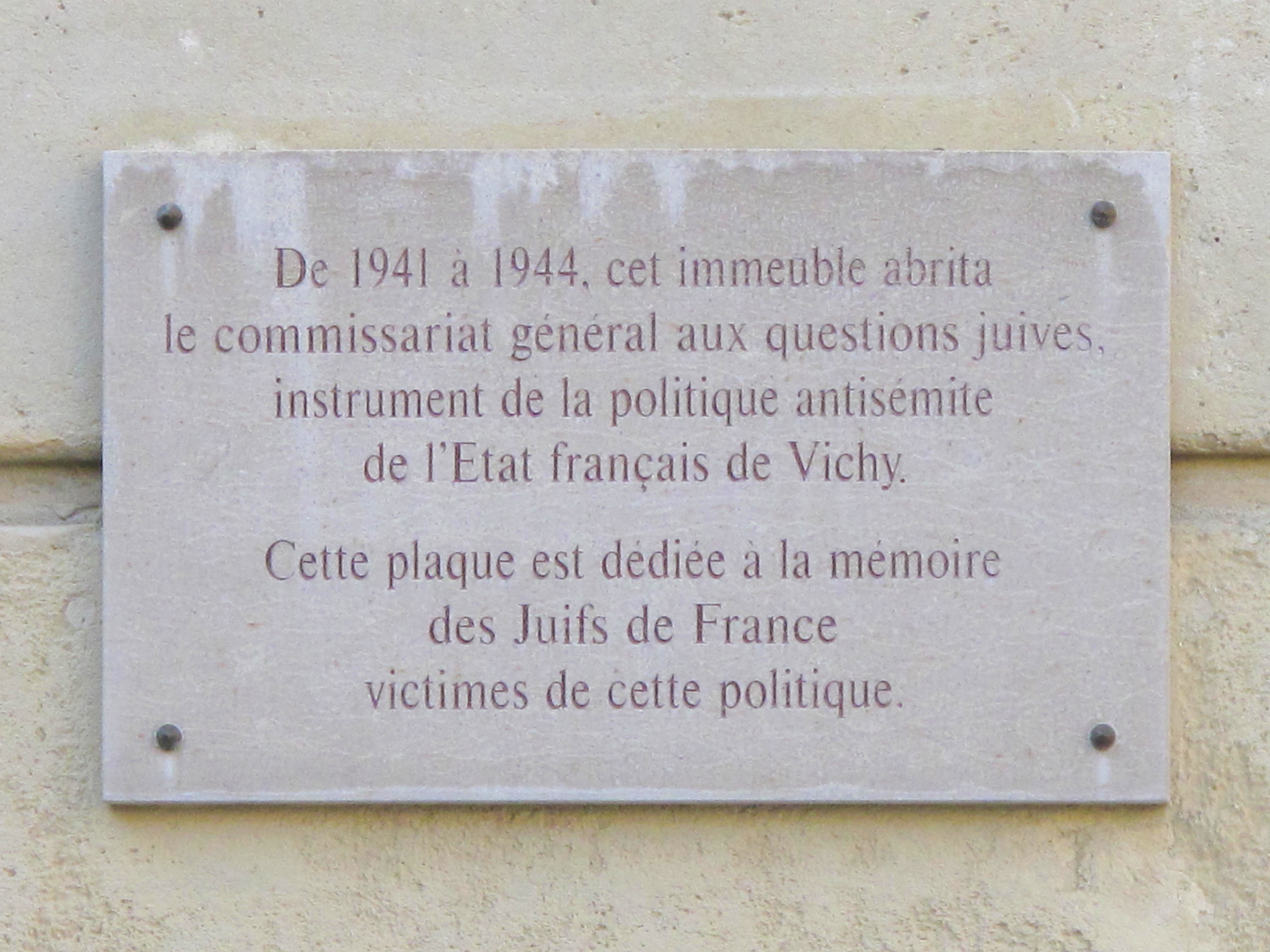
Plaque commémorative apposée sur l'immeuble du Commissariat.